# Esperanza del Mar (2001)
El Esperanza del Mar es un buque hospital de manufactura española, propiedad del Instituto Social de la Marina, entidad gestora de la Seguridad Social. Su distintivo de llamada es EBUQ y su número IMO es 9220536. Fue desarrollado en el astillero IZAR Gijón (Asturias) y botado a la mar en el año 2001.
Es el primer barco construido específicamente como barco hospital en España, y opera junto al Juan de la Cosa. Este barco tiene como cometidos principales el de asistir a la flota pesquera, a los marinos mercantes y prestar apoyo técnico y logístico a los buques situados en su cercanía.
El Esperanza del Mar tiene su puerto base en el Puerto de Las Palmas. Donde atraca habitualmente en la Base Naval, a pesar de ser un buque civil.

## Anteriores buques hospital
El Esperanza del Mar es el tercer barco hospitalario español que recibe este nombre. Anteriormente, operaron bajo el nombre Esperanza del Mar otros dos buques:
- Esperanza del Mar - antiguo USS Monadnock, hundido como arrecife artificial en el año 2000.
- Esperanza del Mar - antiguo portacontenedores, fabricado en 1977, convertido a barco hospital en 1982.